# West Betuwe
West Betuwe ist eine Gemeinde in der niederländischen Provinz Gelderland, die zum 1. Januar 2019 aus der Fusion der Gemeinden Geldermalsen, Lingewaal und Neerijnen entstanden ist.

## Geografie
Die Gemeinde liegt inmitten der Niederlande, nördlich der Waal, einem Teil des Rhein-Maas-Deltas. Im Westen grenzt sie an die Provinzen Zuid-Holland und Utrecht, in den übrigen Himmelsrichtungen befinden sich die Nachbargemeinden, die ebenfalls zur Provinz Gelderland gehören.

## Bilder

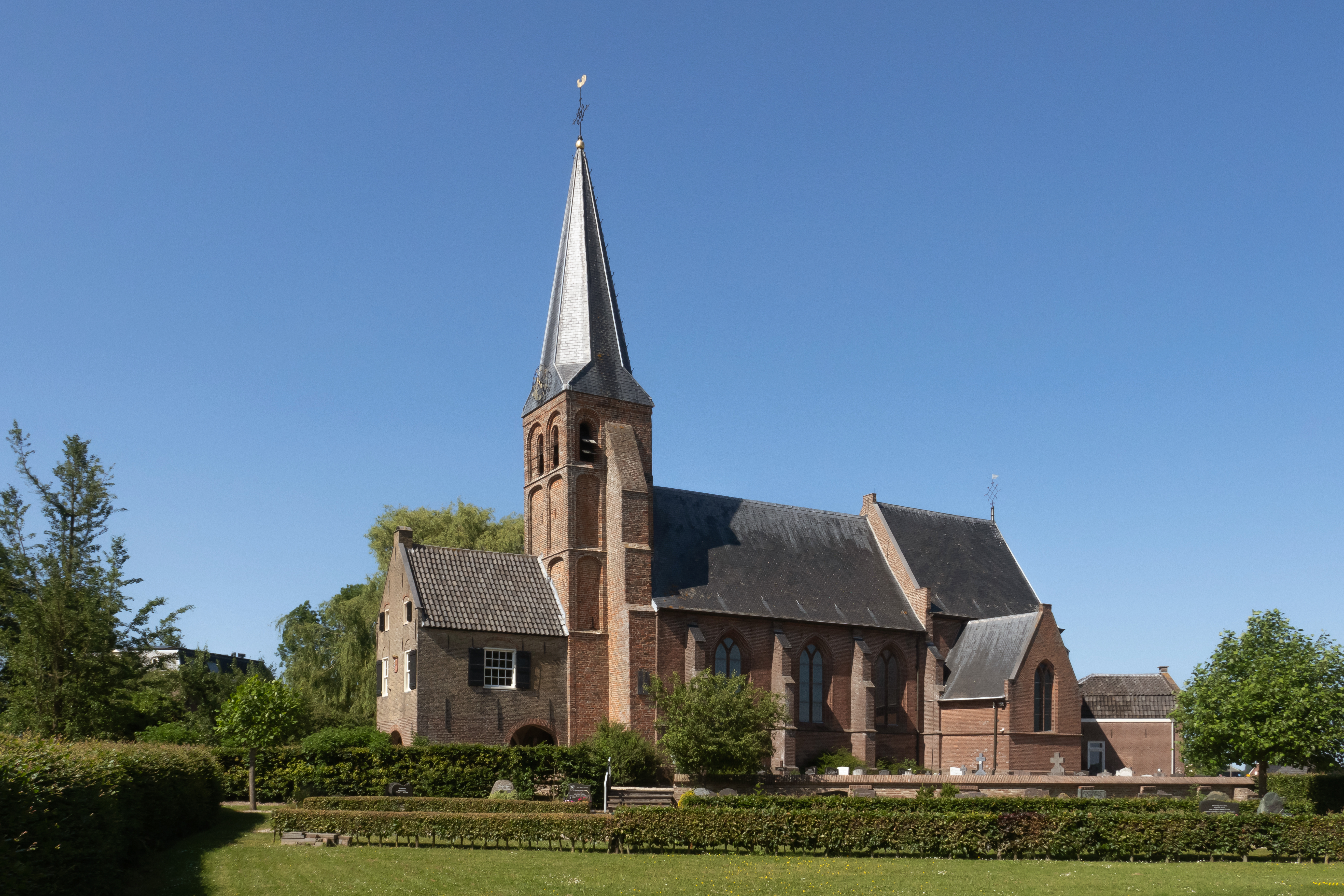
Gellicum, Kirche: Onze Lieve Vrouwe Geboorteker
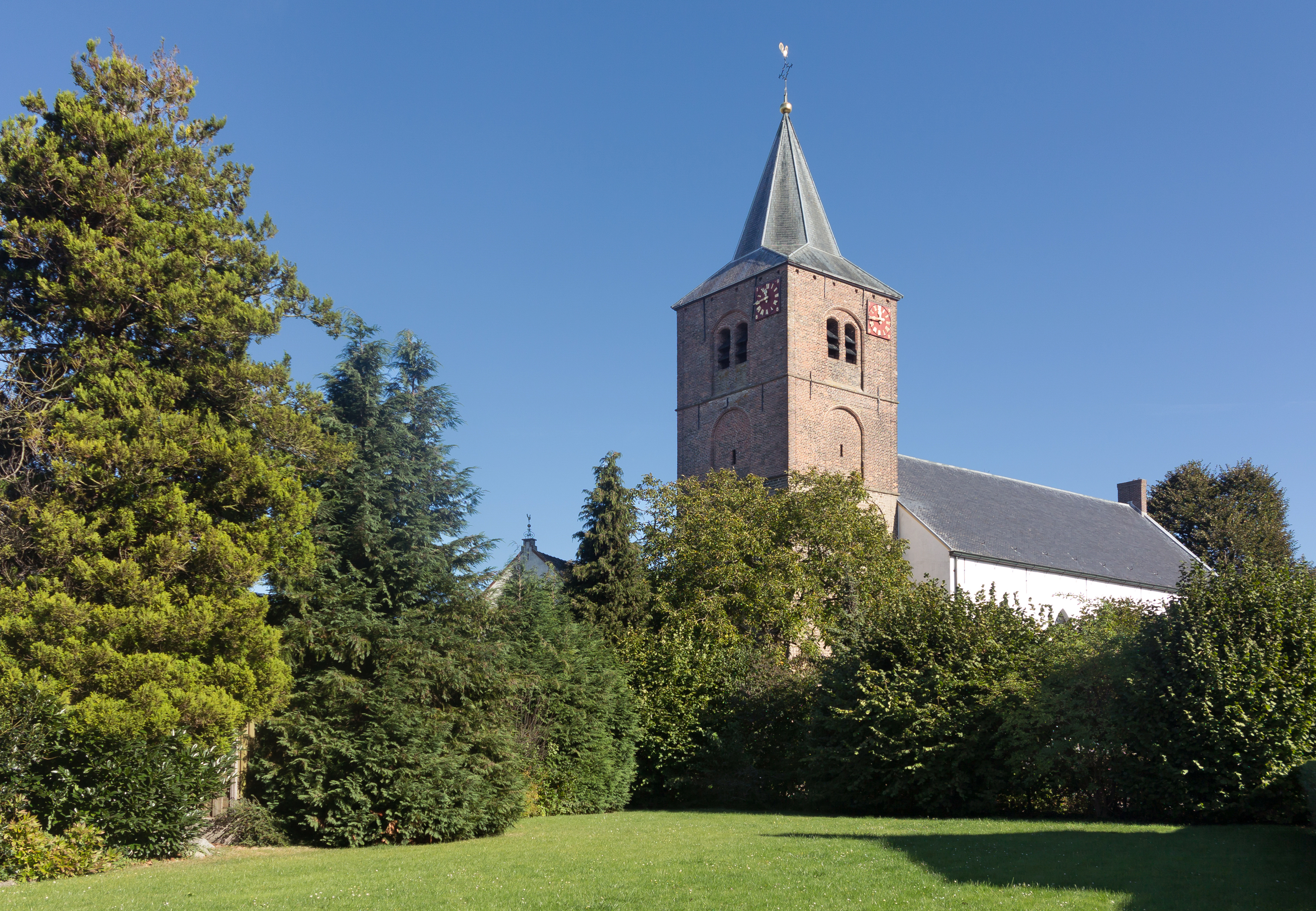
Deil, reformierte Kirche
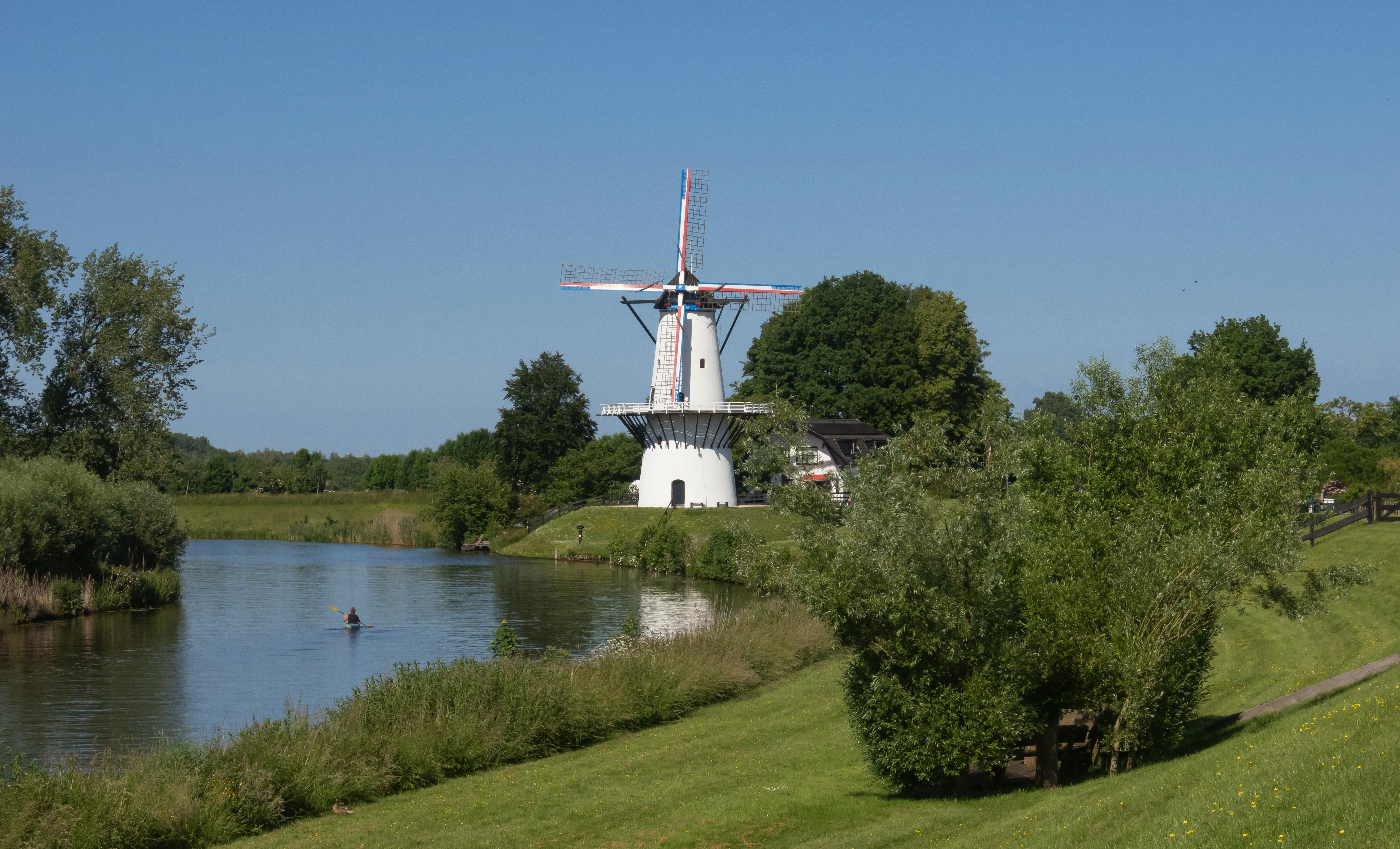
Deil, Mühle: molen de Vlinder
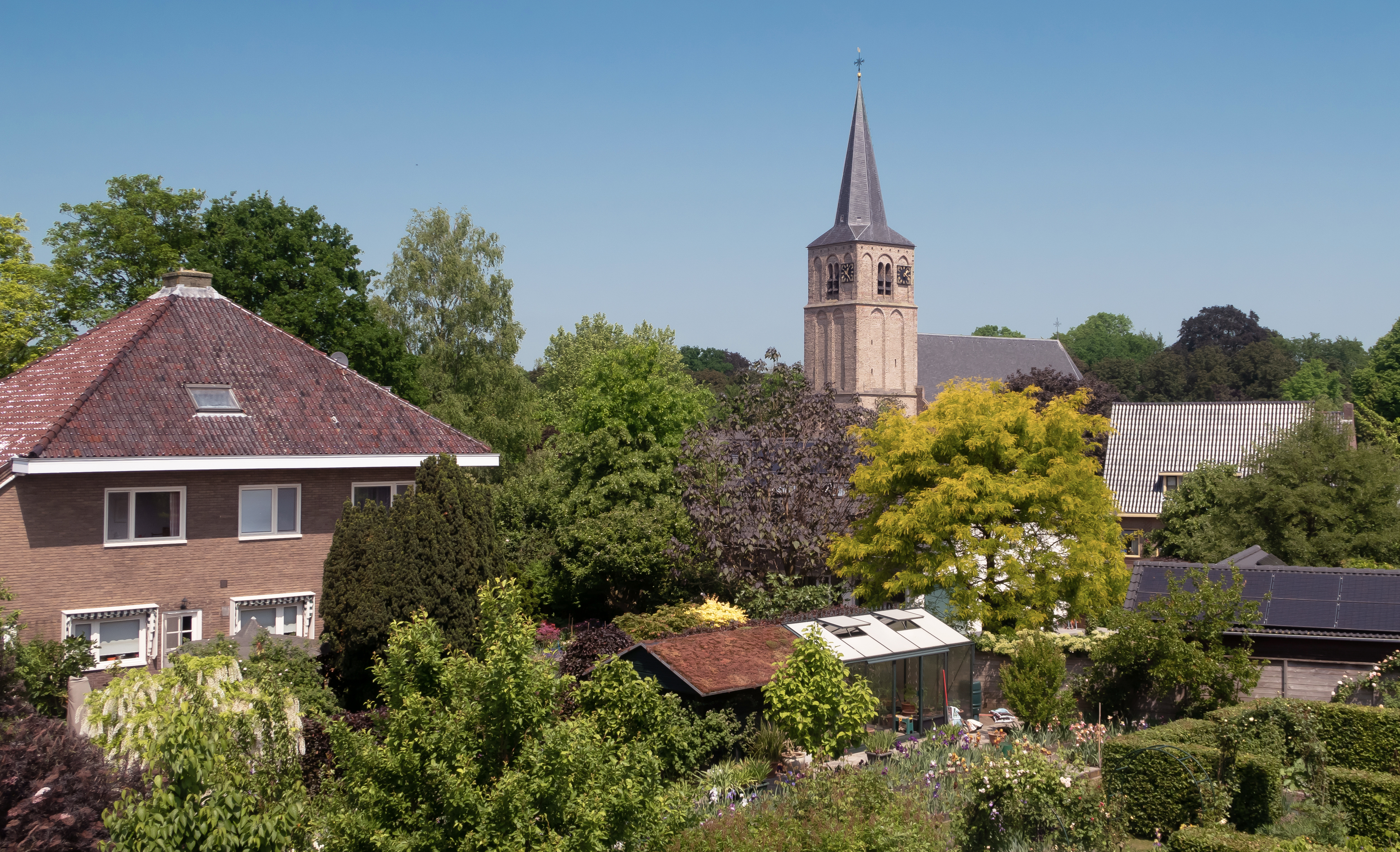
Ophemert, Blick auf das Dorf
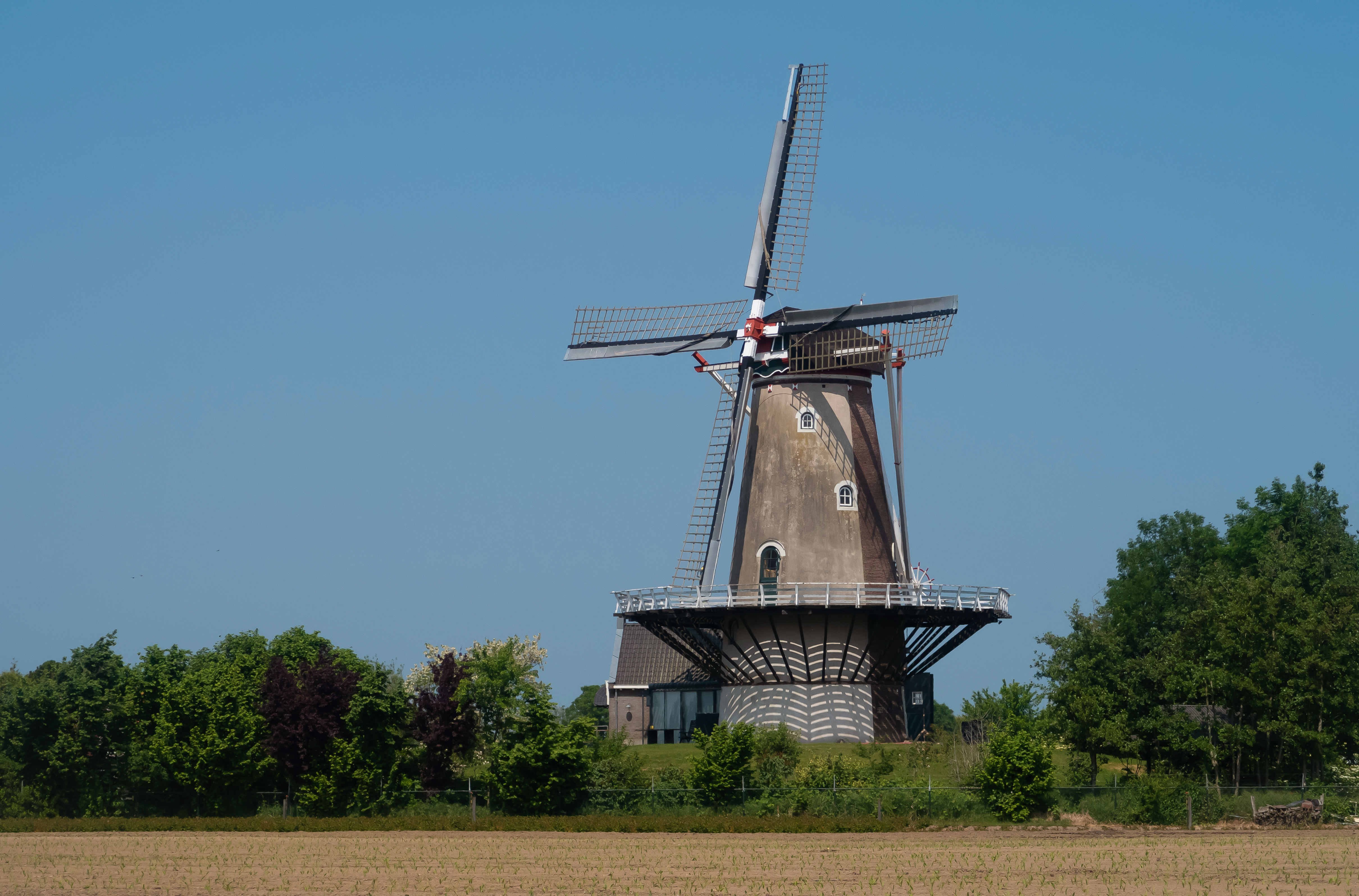
Varik, Mühle
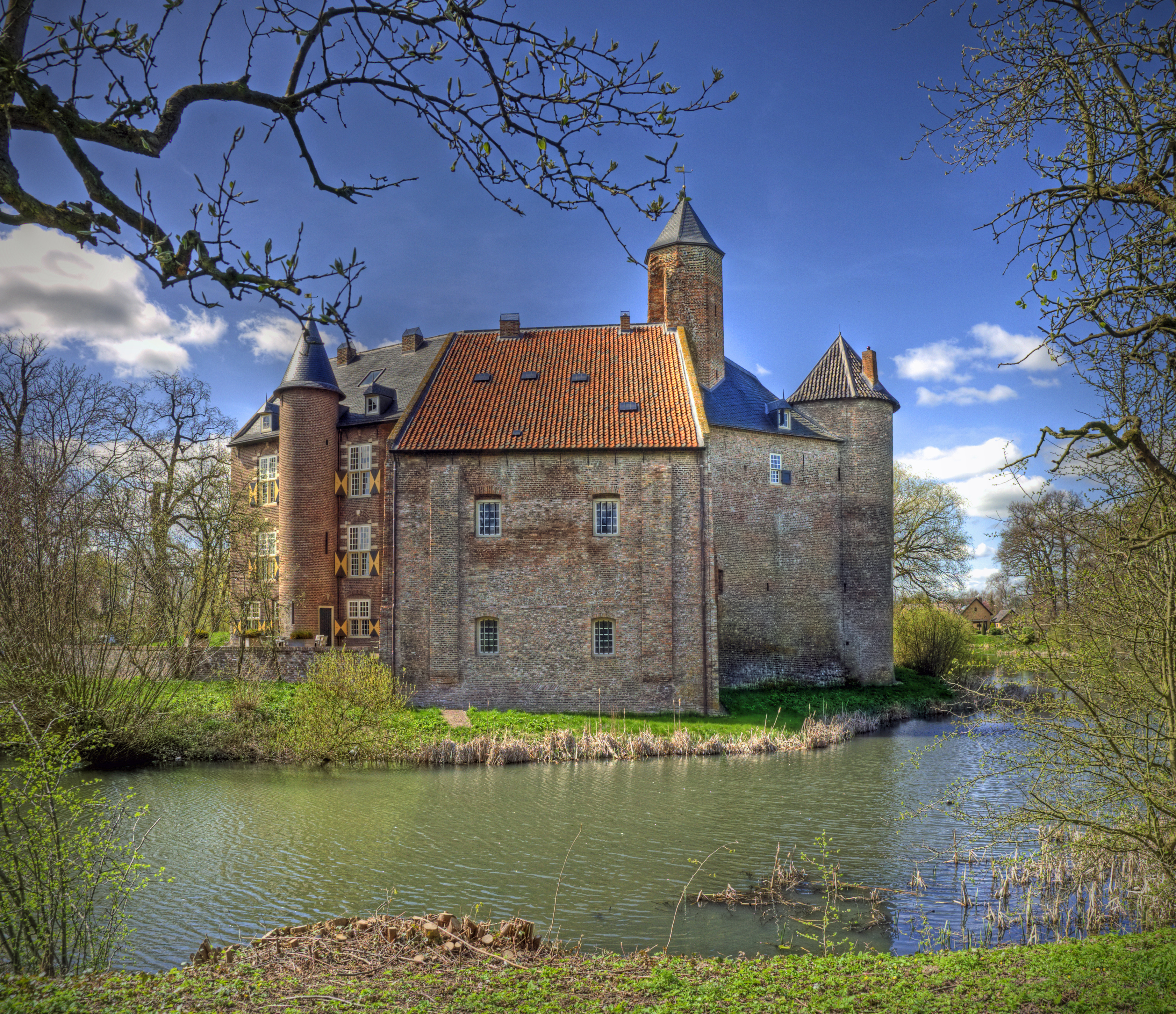
Schloss Waardenburg

### Nachbargemeinden
| Vijfheerenlanden | Culemborg                                   | Buren             |
| Molenlanden      | Kompassrose, die auf Nachbargemeinden zeigt | Tiel              |
| Gorinchem        | Zaltbommel Maasdriel                        | West Maas en Waal |

## Politik
Der erste Gemeinderat in der Geschichte von West Betuwe wurde am 21. November 2018 gewählt. An der Wahl nahmen 52,53 % der Wahlberechtigten teil.

### Gemeinderat
Der Gemeinderat mit einer Kapazität von 31 Sitzen setzt sich folgendermaßen zusammen:
| Partei                             | Sitze | Sitze |
| Partei                             | 2018  | 2022  |
| ---------------------------------- | ----- | ----- |
| Dorpsbelangen West Betuwe          | 5     | 10    |
| SGP                                | 5     | 5     |
| Leefbaar Lokaal Belang West Betuwe | 3     | 3     |
| GroenLinks                         | 2     | 2     |
| ChristenUnie                       | 3     | 2     |
| VVD                                | 3     | 2     |
| D66                                | 2     | 2     |
| Verenigd West Betuwe               | 2     | 2     |
| CDA                                | 4     | 2     |
| PvdA                               | 2     | 1     |
| Gesamt                             | 31    | 31    |

### College van B&W
In der Legislaturperiode zwischen 2019 und 2022 wird die Gemeinderegierung aus einer Koalition aus ChristenUnie, Dorpsbelangen, Leefbaar Lokaal Belang West Betuwe und SGP gebildet. Dorpsbelangen ist mit zwei Beigeordneten im College van burgemeester en wethouders (deutsch Kollegium von Bürgermeister von Beigeordneten) zugegen, während die übrigen Fraktionen mit jeweils einem Beigeordneten im Kollegium vertreten werden. Das Kollegium wurde im Rahmen einer Ratssitzung am 29. Januar 2019 ernannt. Folgende Personen gehören zum Kollegium und verwalten folgende Ressorts:
| Funktion           | Name                    | Partei                             | Ressort | Anmerkung                                  |
| ------------------ | ----------------------- | ---------------------------------- | --- | ------------------------------------------ |
| Bürgermeister      | Servaas Stoop           | SGP                                | öffentliche Ordnung und integrale Sicherheit, Überwachung und Vollstreckung, Genehmigungserteilung (kommunale Verordnung) und besondere Gesetze, regionale Zusammenarbeit und Region Rivierenland FruitDelta, Krisenmanagement und Katastrophenschutz, Beschwerdenbearbeitung, Gesetz der Öffentlichkeit der Verwaltung und Integrität, allgemeine und juristische Angelegenheiten, Kommunikation und Kabinett, externe Beziehungen | seit dem 22. November 2019 im Amt          |
| Beigeordnete       | Ton van Maanen          | SGP                                | Sozialwesen, Unterkunft von Statusträgern, Volksgesundheit, Sozialfragen und Arbeitsmöglichkeiten, Beigeordneter für die Gebiete Beesd, Rumpt, Enspijk, Deil, Tricht und Buurmalsen | erster Stellvertreter des Bürgermeisters   |
| Beigeordnete       | Ed Goossens             | Dorpsbelangen                      | Geschäftsführung und Dienstleistung, Verwaltungskoordination des Kollegiumsprogramms, Wirtschaftswesen und Logistik, Transport und Verkehr, Einkaufs- und Ausschreibungspolitik, Gewerbegebiete, Beigeordneter für die Gebiete Spijk, Heukelum, Asperen, Acquoy, Rhenoy und Gellicum | zweiter Stellvertreter des Bürgermeisters  |
| Beigeordnete       | Govert van Bezooijen    | ChristenUnie                       | Finanzen, Bildung und Bildungshäuser, soziale Immobilien, Nachhaltigkeit, Natur, Umwelt und Klimaanpassung, Beigeordneter für die Gebiete Geldermalsen und Meteren | dritter Stellvertreter des Bürgermeisters  |
| Beigeordnete       | Jacoline Hartman        | Leefbaar Lokaal Belang West Betuwe | räumliche Entwicklung, Wohnen, räumliche Verwaltung, Grundstücksgeschäft, -angelegenheiten und Immobilien, Genehmigungserteilung, Kulturgeschichte, Archäologie und Denkmäler, Sport und -anleihen, Beigeordnete für die Gebiete Waardenburg, Neerijnen, Est, Opijnen, Ophemert, Varik und Heesselt | vierte Stellvertreterin des Bürgermeisters |
| Beigeordnete       | Rutger van Stappershoef | Dorpsbelangen                      | gebietsgezieltes Arbeiten, Erholung und Tourismus, Kultur, Veranstaltungen, Subventionspolitik, Beigeordneter für die Gebiete Vuren, Herwijnen, Hellouw, Haaften und Tuil | fünfter Stellvertreter des Bürgermeisters  |
| Gemeindesekretärin | Karen Coesmans          | —                                  | — | seit dem 1. Januar 2019 im Amt             |

## Verkehr

### Straßenverkehr

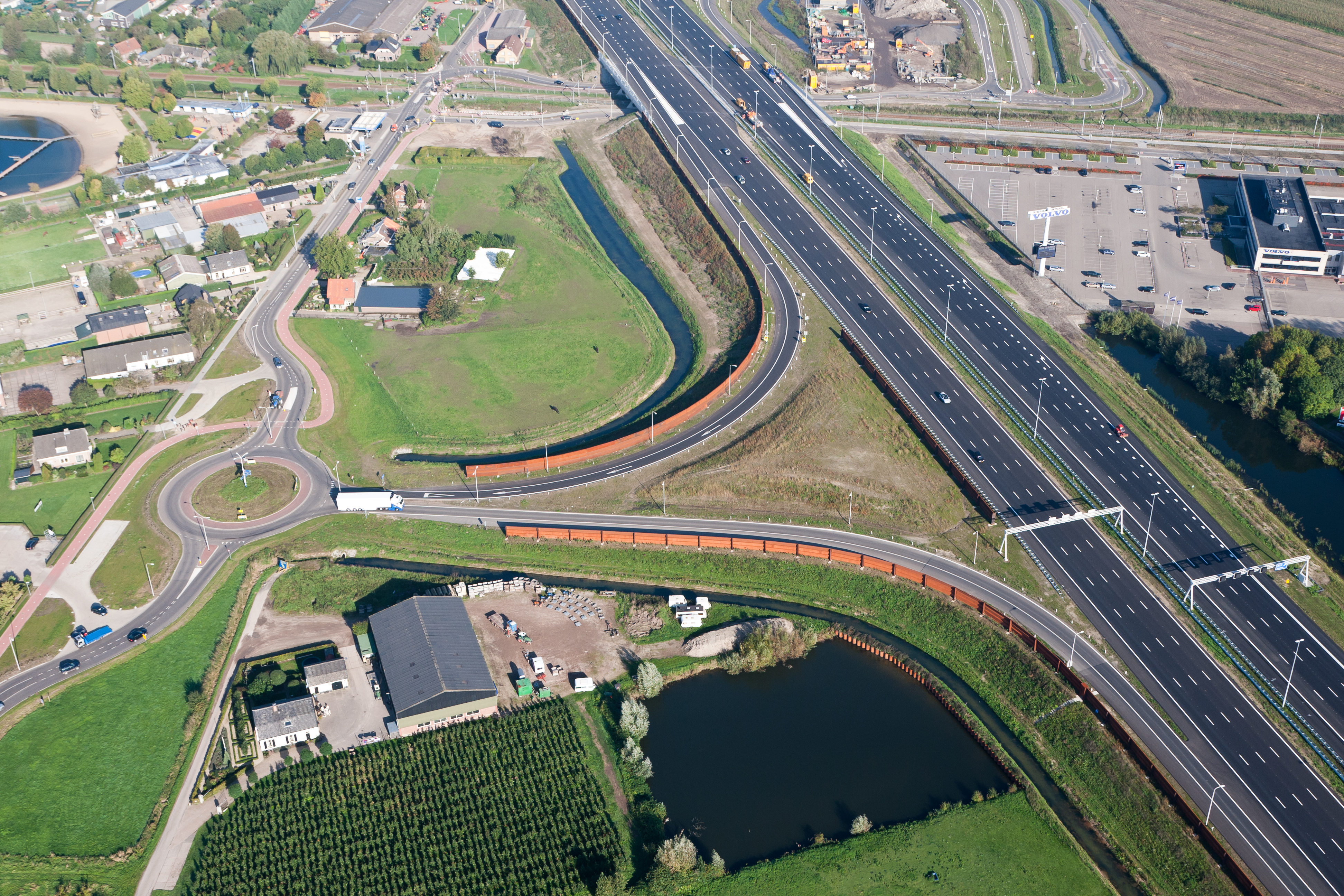
Luftbild der Auffahrt 14 Beesd (A2)

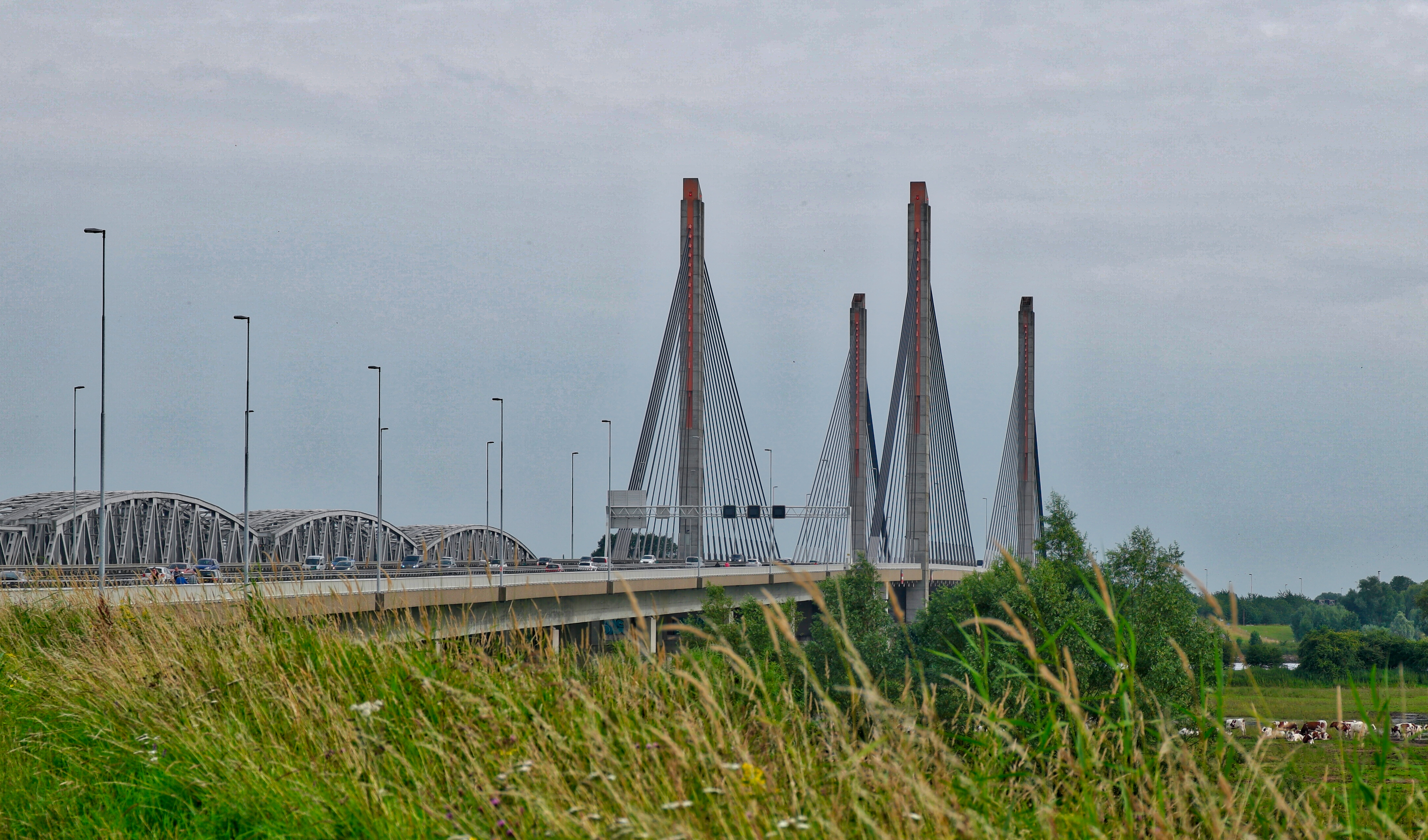
Martinus Nijhoffbrug südlich des Ortes Waardenburg

Durch die Gemeinde West Betuwe verlaufen zwei wichtige Hauptverkehrsachsen der Niederlande. Einerseits verbindet die Nord-Süd-Autobahn A2 Amsterdam mit dem limburgischen Maastricht im Süden. Teil dieser Autobahn ist die Martinus Nijhoffbrug, die an die südlich gelegene Gemeinde Zaltbommel anknüpft. In West-Ost-Richtung verläuft die A15 zwischen den Großstädten Rotterdam und Nijmegen. Darüber hinaus führt der Provinciale weg 327, der von der Provinz Gelderland unterhalten wird, vom benachbarten Leerdam in die Ortschaft Geldermalsen.

### Schienenverkehr
Personenverkehr

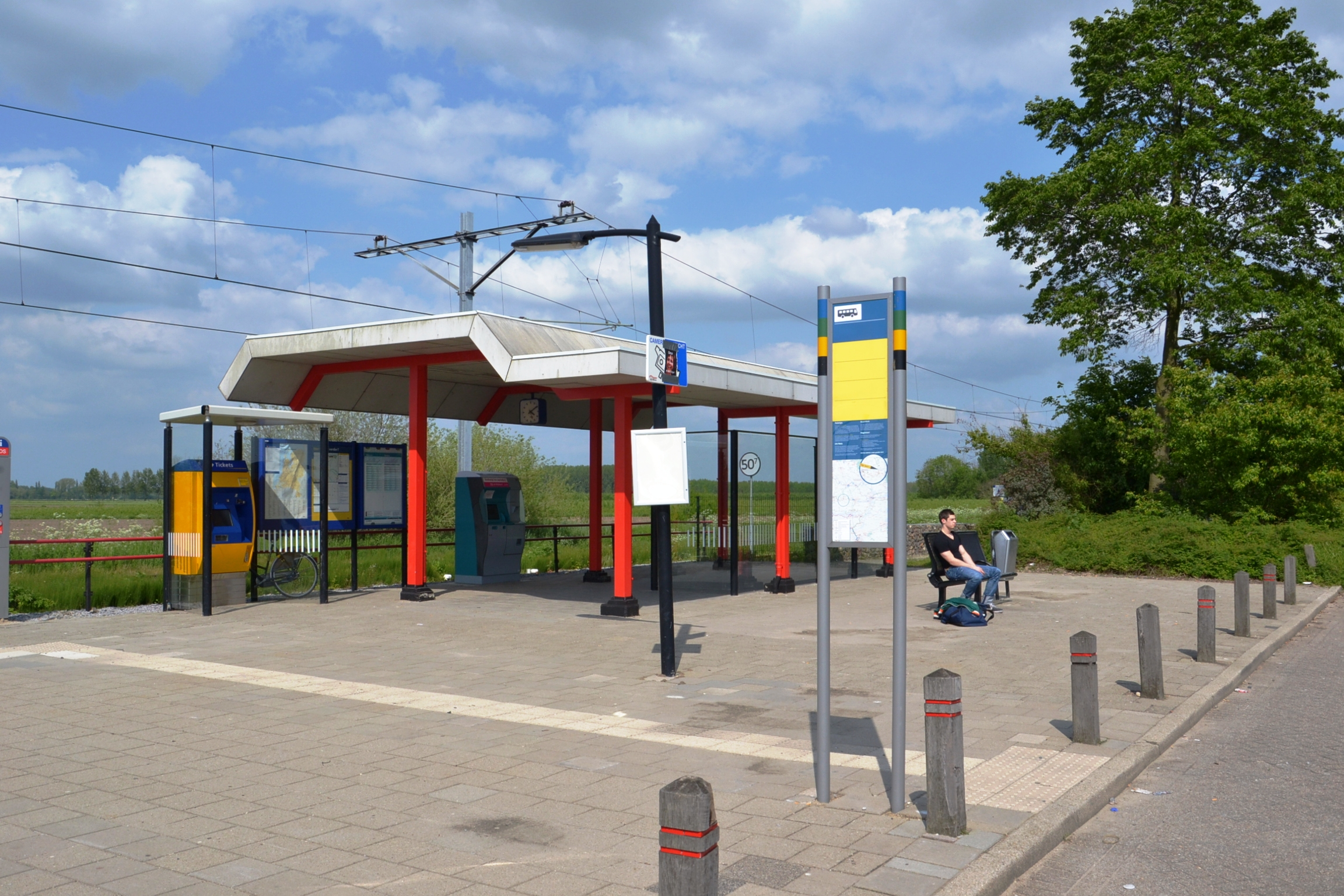
Der Bahnhof Beesd

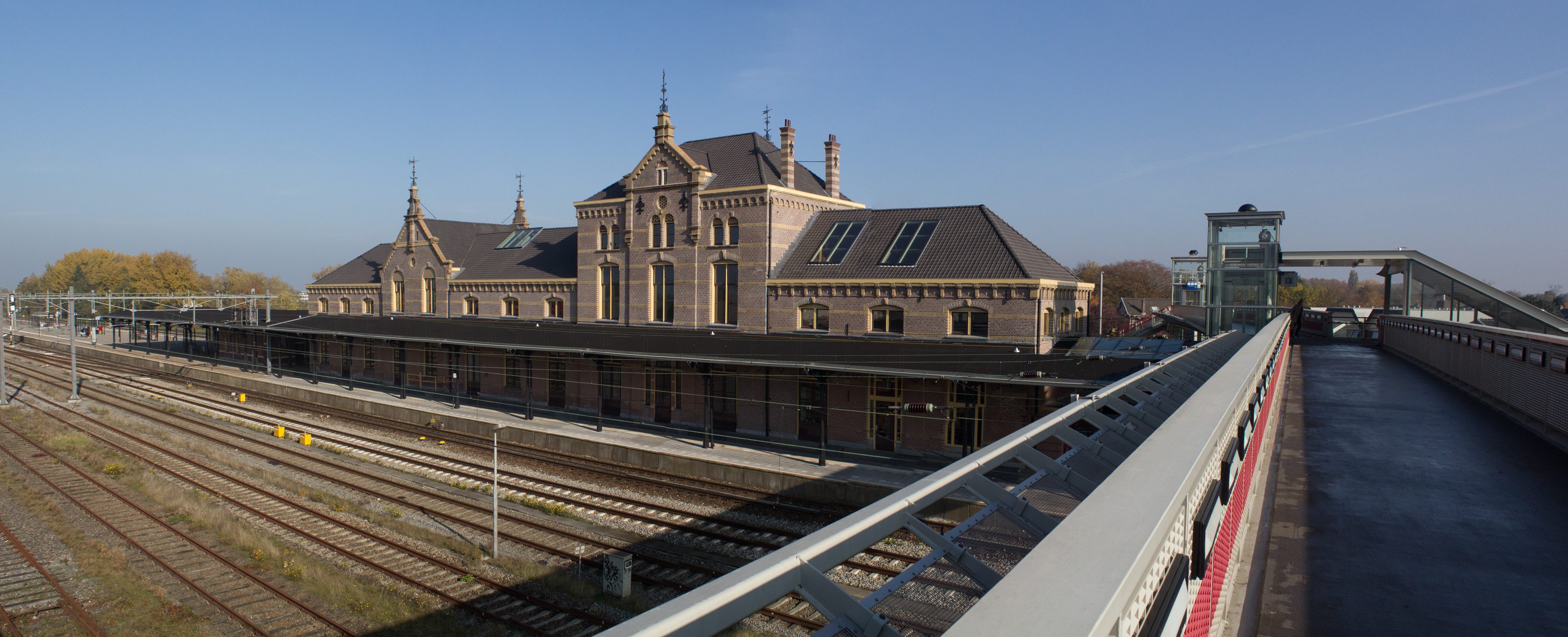
Bahnhofsgebäude in Geldermalsen

Über die MerwedeLingelijn und die Staatslijn H ist die Gemeinde an das nationale Bahnverkehrsnetz angeschlossen. Der Bahnhof in Beesd liegt an der MerwedeLingelijn, die zwischen Geldermalsen und Dordrecht verkehrt und vom Verkehrsunternehmen Qbuzz bewirtschaftet wird. Mit dem Bahnhof Geldermalsen ist die Gemeinde an die Staatslijn H angebunden, die von Utrecht nach Boxtel führt. Auf dieser Strecke werden die Züge der staatlichen Eisenbahngesellschaft Nederlandse Spoorwegen eingesetzt.
Güterverkehr
Parallel zur A15 verläuft die Betuweroute, eine Eisenbahnstrecke für Güterverkehr zwischen dem Hafen Rotterdam und Zevenaar. Sie stellt eine wichtige Entlastung für die niederländischen Autobahnen A1 und A15 dar. So wurde die Strecke im Jahr 2017 von rund 475 Zügen pro Woche genutzt.